# 緑川パーキングエリア
緑川パーキングエリア（みどりかわパーキングエリア）は、熊本県熊本市南区（門司方面）および熊本県上益城郡甲佐町（鹿児島方面）の九州自動車道上にあるパーキングエリアである。上り線にはヘリポートが設置されている。上下線ともに、運営会社はヒライである。

## 道路
- E3 九州自動車道

## 施設

### 上り線（福岡・門司方面）
- 駐車場
  - 大型 16台
  - 小型 20台
  - 兼用 5台
  - 二輪 8台
- トイレ
  - 男性　大2（和式0・洋式2）・小5
  - 女性　5（和式1・洋式4）
  - 身障者用　1
- スナック（8:00 - 20:00）
- ショッピング（8:00 - 20:00）
- 自動販売機
- 携帯電話充電器（8:00 - 20:00）

### 下り線（宮崎・鹿児島方面）
- 駐車場
  - 大型 10台
  - 小型 21台
  - 兼用 14台
  - 二輪 8台
- トイレ
  - 男性　大2（和式0・洋式2）・小5
  - 女性　5（和式1・洋式4）
  - 身障者用　1
- スナック（8:00 - 20:00）
- ショッピング（8:00 - 20:00）
- 自動販売機

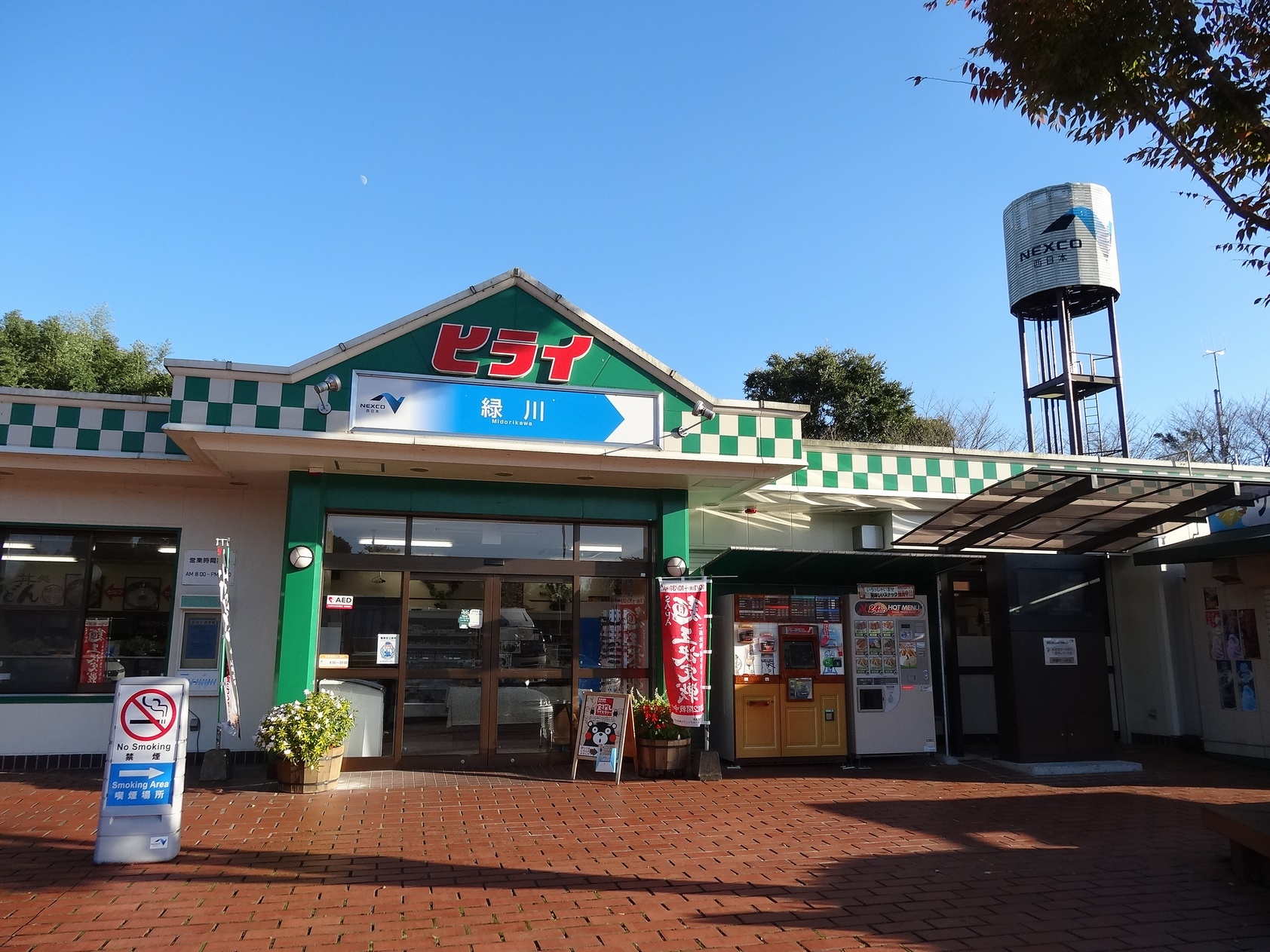
下り施設（ヒライが入居）

- 携帯電話充電器（8:00 - 20:00）

## 隣
E3 九州自動車道
(16) 御船IC - 緑川PA - (16-1)城南BS/スマートIC - (17) 松橋IC